# Nana Dzagnidze

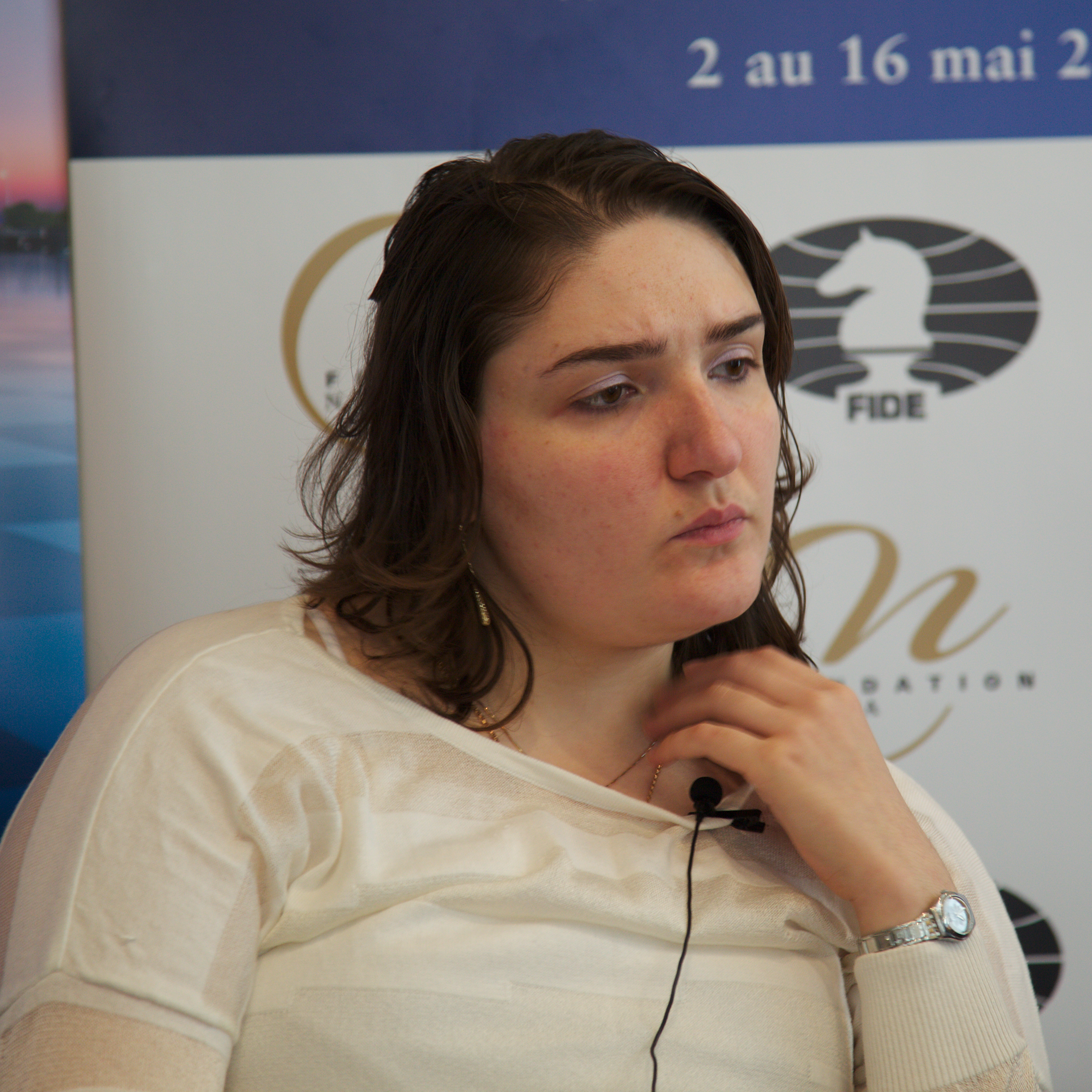
Nana Dzagnidze in 2013

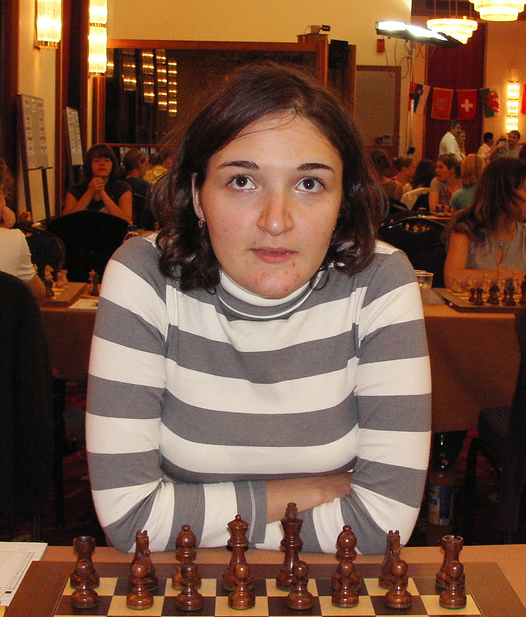
Nana Dzagnidze in 2007

Nana Dzagnidze (Georgisch: ნანა ძაგნიძე) (Koetaisi, 1 januari 1987) is een Georgisch schaakster. Zij is sinds 2008 grootmeester.

## Jeugdresultaten
In 1999 won ze het Wereldkampioenschap voor meisjes tot 12 jaar. Ze behield haar niveau en werd in 2003 eerste bij het Wereldkampioenschap voor meisjes tot 20 jaar, met 2 punten voorsprong op de nummer 2.
Van 14 t/m 19 september 2005 speelde zij mee in het zesde 6e knock-outtoernooi Young Masters dat in Lausanne gespeeld werd. Zij eindigde op de zevende plaats. Andrej Volokitin won het toernooi.

## Teamresultaten
In het Georgische team bij de Schaakolympiade voor vrouwen was haar vaste plaats aan het tweede bord; op de 38e Schaakolympiade in 2008 in Dresden eindigde het team als eerste, waarbij Dzagnidze 7 punten uit 10 behaalde. In dat jaar behaalde ze tevens haar grootmeestertitel.
Bij het Europees schaakkampioenschap voor landenteams werd Georgië tweede in 2005 bij de vrouwen, en in 2007 behaalde Dzagnidze een gouden medaille voor haar individuele score.
In 2016 werd ze met het Georgische vrouwenteam tiende op de in Bakoe gehouden 42e Schaakolympiade; ze speelde aan het eerste bord.

## Verdere resultaten

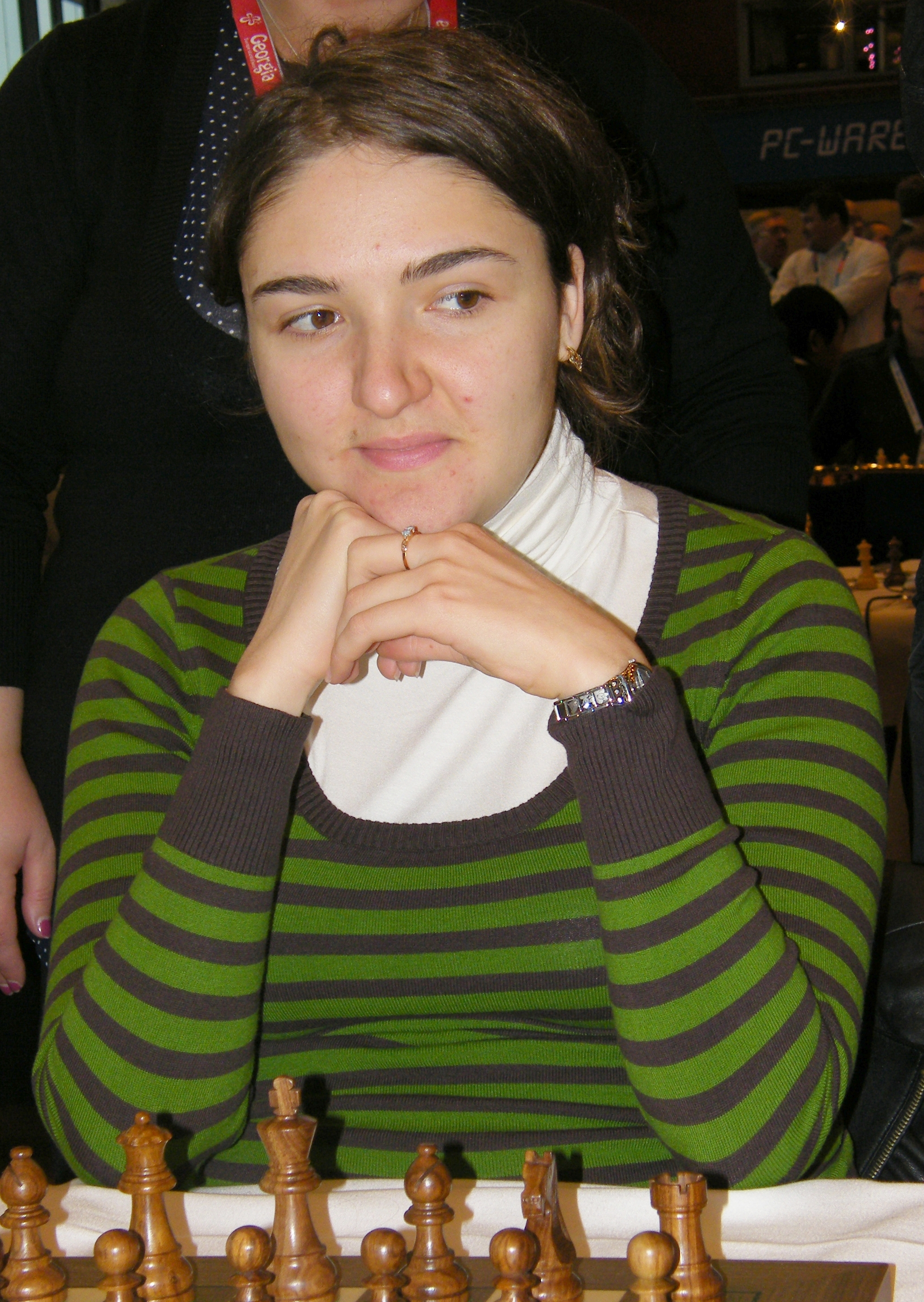
In 2008 bij de Schaakolympiade in Dresden

De progressie in haar toernooiresultaten nam enigszins af tijdens de periode 2003-2007. In het laatste kwartaal van 2008, en vervolgens in 2009, maakte ze een grootste stap voorwaarts; ze behaalde haar hoogste Elo-rating en werd achtste op de FIDE Top 100 lijst van schaaksters, boven wereldkampioene Alexandra Kosteniuk.
Bij het schaakfestival in Gibraltar (2009) versloeg ze Maxime Vachier-Lagrave en behaalde ze een remise tegen Bartosz Soćko. Ook in 2011 was ze de hoogst eindigende vrouw in Gibraltar.
In juli 2010 won ze het FIDE Grand Prix toernooi voor vrouwen met zeven overwinningen en vier remises; ze eindigde 1½ punt boven nummer twee: Tatiana Kosintseva.